# Medication
Medication fue una banda de metal alternativo fundada en el año 1999 en Los Ángeles, California.

## Historia
Fue fundada por Logan Mader (ex-Machine Head, ex-Soulfly), Whitfield Crane (Another Animal, ex-Ugly Kid Joe), BBlunt (Adayinthelife), Kyle Sanders (Bloodsimple), y Roy Mayorga (Stone Sour, ex-Soulfly. Su nombre original era The Pale Demons, y tocaron en Gib, un pub en Hollywood. Más tarde cambiaron su nombre. En el año 2001 realizaron su primera gira por Estados Unidos y por Europa, donde fueron conocidos gracias a sus actuaciones con los españoles Tierra Santa, los holandeses Elegy y los finlandeses Lost in Tears. En el 2002 ficharon con Locomotive Music y grabaron su EP debut, "Prince Valium", con esa discográfica a inicios de abril de ese año. Antes de grabar ese trabajo, Roy Mayorga abandonó el grupo y regresó a Soulfly. Fue remplazado por Chris Hamilton. La agrupación se separó en el año 2003 debido a la cancelación de su gira europea y al cierre de su discográfica.

## Estilo
El estilo de la banda se podría calificar como rock alternativo fuerte, pesado y pero melódico, a la vez que complejo. Esto se debe en parte a que los miembros proceden de bandas de rock y metal alternativo. No obstante, el estilo de la banda también entra en el heavy metal y en el sludge metal.